# Universiteit Zürich
De Universiteit Zürich (Duits: Universität Zürich) is een universiteit in Zürich. Met meer dan 25.000 studenten is het de grootste universiteit van Zwitserland.
De universiteit ontstond in 1833 uit de bestaande hogescholen voor theologie, rechtsgeleerdheid, geneeskunde en een nieuwe filosofische faculteit. Ze heeft faculteiten voor kunst, economie, rechtsgeleerdheid, geneeskunde, wetenschap, theologie en diergeneeskunde.

## Hoogleraren
Onder meer de volgende personen waren actief als hoogleraar aan de Universiteit van Zürich:
- Emil Brunnenmeister (1854-1898), jurist
- Emil Brunner (1889-1966), theoloog
- August Egger (1875-1954), jurist
- Marthe Ernst-Schwarzenbach (1900-1967), biologe[1]
- Heinrich Escher (1789-1870), jurist
- Konrad Escher (1882-1944), kunsthistoricus[2]
- Ernst Hafter (1876-1949), jurist
- Johann Jakob Hess (1866-1949), egyptoloog en assyrioloog[3]
- Hermann Ferdinand Hitzig (1868-1911), jurist
- Emil Kuhn-Schnyder (1905-1994), paleontoloog
- Friedrich Meili (1848-1914), jurist
- Paul Mutzner (1881-1949), jurist
- Wilhelm Oechsli (1851-1919), historicus
- Walter Ott (1942-2022), jurist
- Adeline Rittershaus (1867-1924), Duits-Zwitserse taalkundige[4]
- Johann Jakob Rüttimann (1813-1876), jurist
- Albert Schneider (1836-1904), jurist

## Alumni
Onder meer de volgende personen studeerden aan de Universiteit van Zürich:
- Luzia Emma Bähler (1885-1970), onderwijsstatistica
- Franziska Baumgarten (1883-1970), psychologe[5]
- Martina van Berkel (1989-), zwemster
- Hedwig Bleuler-Waser (1869-1940), feministe en pionier in de abstinentiebeweging[6]
- Johanna Böhm (1898-1967), schrijfster[7]
- Mia Boissevain (1878-1959), malacologe
- Hilde Vérène Borsinger (1897-1986), feministe en rechter[8]
- Emilie Bosshart (1897-1979), pedagoge en lerares[9]
- Marie Brockmann-Jerosch (1877-1952), botaniste[10]
- Esther Bührer (1926-2020), lerares en politica[11]
- Helen Dünner (1899-1985), advocate, notaris en feministe
- Jeanne Eder-Schwyzer (1894-1957), Zwitsers-Amerikaanse feministe[12]
- Josephine Fallscheer-Zürcher (1866-1932), arts en hulpverleenster[13]
- Caroline Farner (1842-1913), tweede vrouwelijke arts van Zwitserland
- Maria Felchlin (1899-1987), arts, feministe en redactrice[14]
- Elsa Gasser (1896-1967), econome en journaliste[15]
- Roger Hegi (1956-), advocaat, voetballer en voetbalcoach
- Marie Heim-Vögtlin (1845-1917), eerste vrouwelijke arts van Zwitserland
- Fanny Moser (1872-1953), zoöloge
- Hans Munz (1916-2013), advocaat, bestuurder en politicus[16]
- Lili Nabholz (1944-), advocate en politica[17]
- Heinrich Oechslin (1913-1985), rechter en politicus[18]
- Martha Ribi-Raschle (1915-2010), politica
- Iris von Roten (1917-1990), advocate, redactrice, feministe en schrijfster
- Fritz Schiesser (1954-), advocaat, notaris en politicus[19]
- Annemarie Schwarzenbach (1908-1942), schrijfster, fotografe en reisjournaliste[20]
- Martha Sommer (1863-1944), arts[21]
- Lina Stadlin-Graf (1872-1954), juriste en redactrice
- Doris Stump (1950-), germaniste, uitgeefster en politica[22]
- Elisabeth Völkin (1849-1929), arts
- Susanna Woodtli (1920-2019), historica en feministe[23]

## Eredoctoraten
Onder meer de volgende personen verkregen een eredoctoraat aan de Universiteit van Zürich:
- 1852: Heinrich Escher, jurist
- 1866: Emil Welti, politicus en rechtshistoricus
- 1880: Johann Karl Kappeler, jurist, politicus en bestuurder[24]
- 1894: Ludwig Forrer, politicus
- 1921: Heinrich Suter, wetenschapshistoricus
- 1928: Othmar Schoeck, componist
- 1941: Else Züblin-Spiller, journaliste, onderneemster, feministe[25]
- 1945: Marta von Meyenburg, feministe[26]
- 1977: Clara Sandri, laborante[27]

- Bibsys: 90872989
- Bibliothèque nationale de France: cb118679870 (data)
- Gemeinsame Normdatei: 36190-2
- Historisch woordenboek van Zwitserland: 010977
- International Standard Name Identifier: 0000 0004 1937 0650
- Library of Congress Control Number: n80001441
- Nationale Bibliotheek van Letland: 000088980
- Nationale Bibliotheek van Tsjechië: mzk2004225241
- Nationale bibliotheek van Australië: 35681270
- Nationale Bibliotheek van Israël: 987007302900105171
- Réseau des bibliothèques de Suisse occidentale: 02-A000194859
- Système universitaire de documentation: 026431092
- Museum of New Zealand Te Papa Tongarewa: 17570
- Trove: 1039964
- Virtual International Authority File: 122255956